# Црква Светог Варнаве Хвостанског на Врањешу
Храм Светог Варнаве Хвостанског је храм Митрополије дабробосанске у изградњи. Налази се у насељу Врањеш на територији општине Источно Ново Сарајево, и чини јединствену цјелину са градским гробљем и војним гробљен на Врањешу. Изградња храма Светог Варнаве је почела 2011. године.

## Историјат градње Храма
У насељу Врањеш, општина Источно Ново Сарајево, током 2011. године почели су радови на изградњи још једног храма у централном дијелу Источног Сарајева, јер храм Светог Василија Острошког на Вељинама, до тада једини храм у централној зони града, није могао да задовољи потребе вјерног народа. Црква је пројектована у српско-византијском стилу, с тим да су стилски елементи сведени и прилагођени. Објекат има форму крста, а на јужном дијелу је предвиђен улаз. Насеље Врањеш, и сама локација цркве, се налазе на узвишењу са ког се пружа панорама, како Источног Сарајева, тако и даље до Илиџе, и храма Светог Саве на Блажују.
Свети исповједник Варнава Хвостански један је од многих канонизованих у Српској православној цркви који су дјелом и животом везани за Сарајево. Преминуо је 1964. године у манастиру Беочин гдје је и сахрањен. Одлуком Светог архијерејског сабора СПЦ, од 18. маја 2004. године, име епископа Варнаве унијето је у диптих светих. Његов спомен обиљежава се 12. новембра.